# HowToBasic
HowToBasic is een Australisch YouTube-comedykanaal dat deel uitmaakt van het WBD Ad Sales-netwerk, met meer dan 17 miljoen abonnees. De maker van de video's spreekt niet, laat zijn gezicht niet zien en blijft anoniem. Het kanaal bevat voornamelijk bizarre en destructieve visuele grappen, vermomd als how-to-tutorials.
De eerste video's in 2011 waren nog serieuze uitlegvideo's. Dit wijzigde echter steeds meer in het op de hak nemen van dergelijke video's: aanvankelijk lijkt het alsof er serieus iets wordt uitgelegd aan de kijkers, maar uiteindelijk loopt het verhaal op een ramp uit. In de video's zijn regelmatig beelden te zien van eieren, uitwerpselen en braaksel, of suggesties van naakte personen. De video's zijn vanwege de inhoud soms beperkt tot bepaalde leeftijdscategorieën. Ook is het kanaal enkele malen geblokkeerd door YouTube wegens vermeende misleidende inhoud.
De eigenaar van het kanaal is onbekend en laat zichzelf niet zien in de video's. Wel geeft hij af en toe hints, zoals een weerspiegeling in een glazen deur of horrorachtige beelden. Voor veel kijkers is de zoektocht naar de identiteit van de kanaaleigenaar een sport op zich geworden.
Op 24 maart 2018 bracht HowToBasic een video uit waarin kijkers dachten dat de persoon achter het account zijn gezicht zou onthullen. De video was echter een parodie met een groot aantal andere YouTubers die claimden dat zij achter HowToBasic zouden zitten. In deze video waren onder andere Markiplier, Casey Neistat, jacksfilms, Andy Milonakis en Post Malone te zien.